# Сараєвський кінофестиваль
Сараєвський кінофестиваль (Sarajevo Film Festival) — найбільший кінофестиваль на Балканах та один з найбільших у Європі. Заснований у Сараєво в 1995 році, коли місто було в облозі під час Боснійської війни. Перший раз відбувся 1996 року. Найвища нагорода на фестивалі — премія «Серце Сараєво».
Впродовж своєї історії фестиваль відбувався у липні, серпні або вересні. У програмі фестивалю як повнометражні, так і короткометражні фільми з усього світу.
Від 2007 року Сараєвський кінофестиваль завдяки співпраці з Берлінським міжнародним кінофестивалем додав до своєї програми Сараєвську школу талантів, яка є освітньою та тренувальною платформою для молодих кіномитців.
Фестиваль став популярним серед зірок. Його відвідували Анджеліна Джолі, Бред Пітт, Кевін Спейсі, Орландо Блум та багато ін.